# 麻当镇
麻当镇，是中华人民共和国甘肃省甘南藏族自治州夏河县下辖的一个乡镇级行政单位。
2017年3月15日，甘肃省民政厅批复同意撤销麻当乡，设立麻当镇。

## 行政区划
麻当镇下辖以下地区：
麻当村、孜合孜村、敖赛村、切龙村、亚休村和果宁村。